# Isabella Mary Beeton

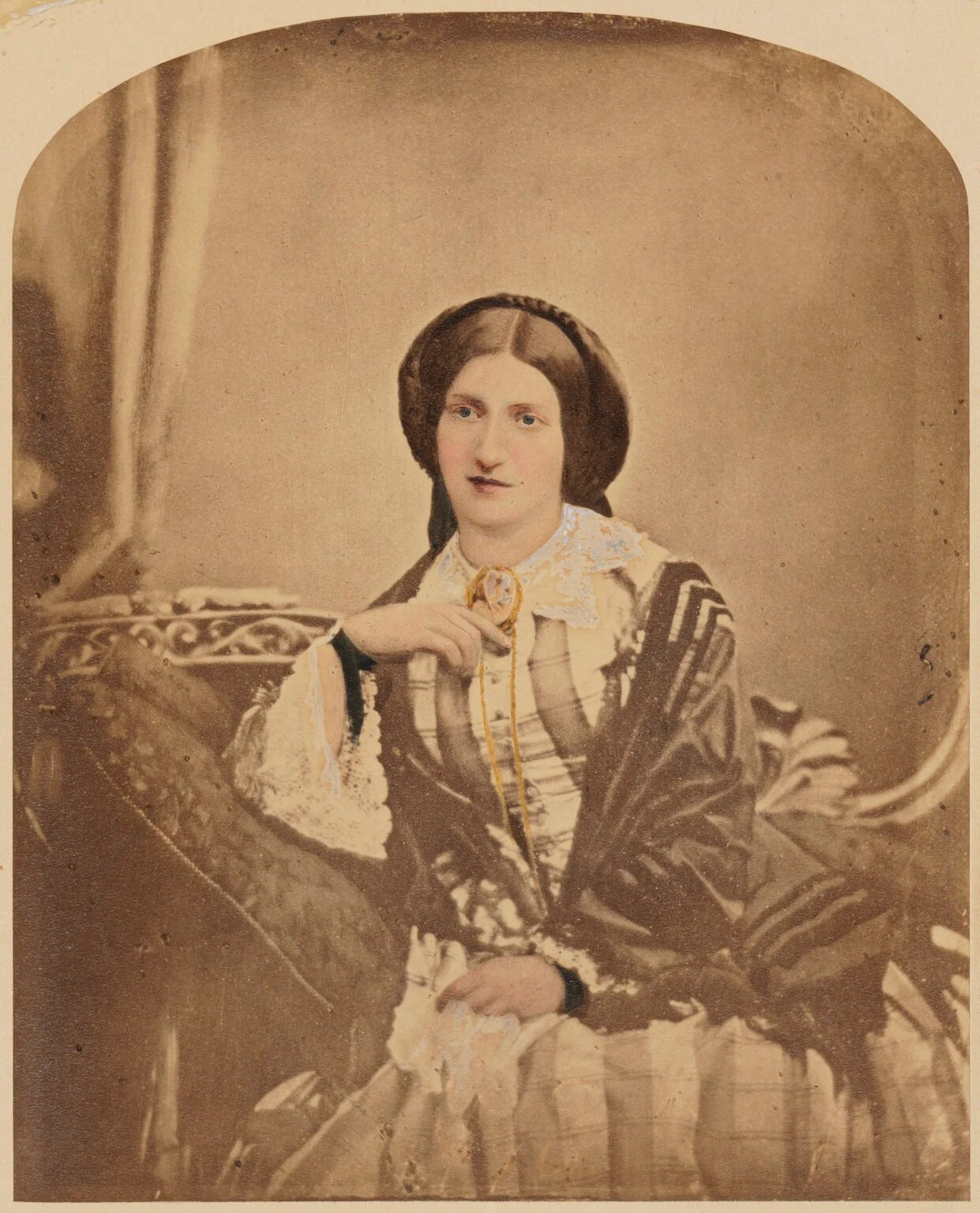
Isabella Beeton-Mayson, gefotografeerd rond 1854

Isabella Mary Beeton (Mayson, 14 maart 1836 – 6 februari 1865), beter bekend als Mrs. Beeton, was een Engelse journaliste, redactrice en schrijfster. Haar naam is onlosmakelijk verbonden met haar eerste boek Mrs Beeton's Book of Household Management dat in 1861 werd uitgegeven. Na het afronden van opleidingen in Islington in Noord-Londen en het Duitse Heidelberg trouwde Isabella Beeton met Samuel Orchart Beeton, een ambitieuze uitgever van boeken en tijdschriften.
In 1857, nog geen jaar na hun bruiloft, begon Isabella Beeton te schrijven voor een van haar mans tijdschriften, het maandblad The Englishwoman's Domestic Magazine. Ze vertaalde verhalen uit het Frans en schreef een culinaire column. Alle recepten voor deze column waren overgenomen uit andere bronnen of ingestuurd door de lezeressen van het tijdschrift. In 1859 begon het echtpaar Beeton met een serie van 48 pagina's lange maandelijkse bijlagen bij The Englishwoman's Domestic Magazine. In oktober 1861 werden de 24 afleveringen gebundeld in Mrs Beeton's Book of Household Management, waarvan in het eerste jaar 60.000 exemplaren werden verkocht. Isabella Beeton werkte aan een verkorte versie van haar boek, die The Dictionary of Every-Day Cookery zou gaan heten, toen ze in februari 1865 op 28-jarige leeftijd overleed aan kraamvrouwenkoorts. Tijdens haar leven kreeg ze vier kinderen, waarvan er twee al op jonge leeftijd overleden, en had ze meerdere miskramen. Twee van Beetons biografen, Nancy Spain en Kathryn Hughes, suggereren dat Samuel vóór zijn huwelijk zonder het zelf te weten syfilis had opgelopen door een bezoek aan een prostituee en dat hij zijn vrouw onbewust met deze ziekte had besmet.
Sinds Beetons dood is het Book of Household Management meerdere keren aangepast, herzien en uitgebreid en in 2016 was het nog steeds in druk. Volgens culinaire schrijvers lijken de latere edities van het boek nog maar weinig op het origineel en zijn ze van mindere kwaliteit. Enkele kookboekenschrijvers, waaronder Elizabeth David en Clarissa Dickson Wright, hebben kritiek geuit op Beetons boek, met name op haar gebruik van andermans recepten. Anderen, zoals culinair journalist Bee Wilson, vinden dat hun collega's te hard zijn in hun oordeel en zijn van mening dat Beeton en haar boek juist lof verdienen. Haar naam wordt geassocieerd met kennis en autoriteit op het gebied van de kookkunst en het huishouden in het Victoriaanse tijdperk. In de Oxford English Dictionary staat zelfs dat de term 'Mrs Beeton' sinds 1891 gezien wordt als een synoniem voor autoriteit op huishoudelijk gebied. Ze wordt ook beschouwd als een belangrijke factor in de ontwikkeling of vorming van de identiteit van de victoriaanse middenklasse.

## Biografie

### Jeugd, 1836-1854

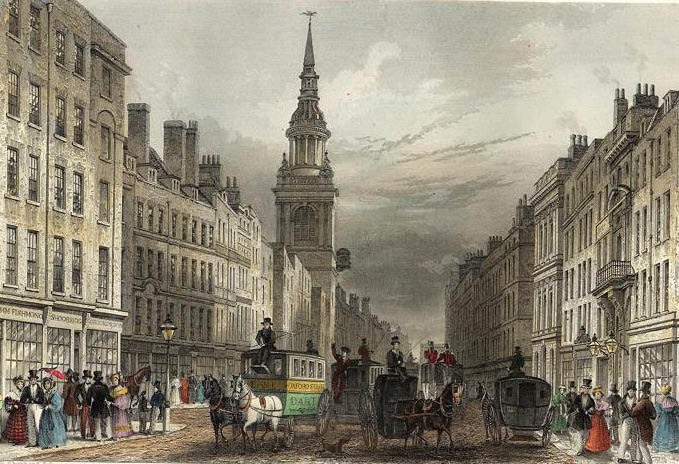
Cheapside, Londen, waar Isabella en haar familie in 1836 naartoe verhuisden

Isabella Mayson werd geboren op 14 maart 1836 in de Londense wijk Marleybone. Ze was de oudste van drie dochters van Benjamin Mayson, een groothandelaar in linnen, en diens echtgenote Elizabeth (geboren Jerrom). Kort na Isabella's geboorte verhuisde het gezin naar Milk Street, in de wijk Cheapside, van waaruit Benjamin handeldreef. Hij overleed toen Isabella vier jaar oud was. Haar moeder Elizabeth was op dat moment in verwachting van haar derde kind. Omdat ze niet in staat was om in haar eentje voor haar kinderen te zorgen en tegelijkertijd haar mans bedrijf gaande te houden, stuurde ze haar oudste twee dochters naar familie. Isabella ging in Great Orton in het graafschap Cumberland wonen, bij haar grootvader van vaders kant, die net weduwnaar was geworden. Twee jaar later woonde ze echter weer bij haar moeder.
Drie jaar na Benjamins dood trouwde Elizabeth met Henry Dorling, een weduwnaar met vier kinderen. Henry werkte als baancommissaris op de paardenrenbaan van Epsom Downs en woonde in een ambtswoning op het terrein van de renbaan. Het gezin, waaronder Elizabeths moeder, verhuisde naar het graafschap Surrey en in de twintig jaar daarna kregen Henry en Elizabeth nog eens dertien kinderen. Isabella speelde een grote rol in de opvoeding van haar broers en zussen, naar wie ze verwees als een 'levende lading kinderen'. Door deze ervaring kreeg ze veel inzicht en ervaring in hoe je een gezin en huishouden moet runnen.

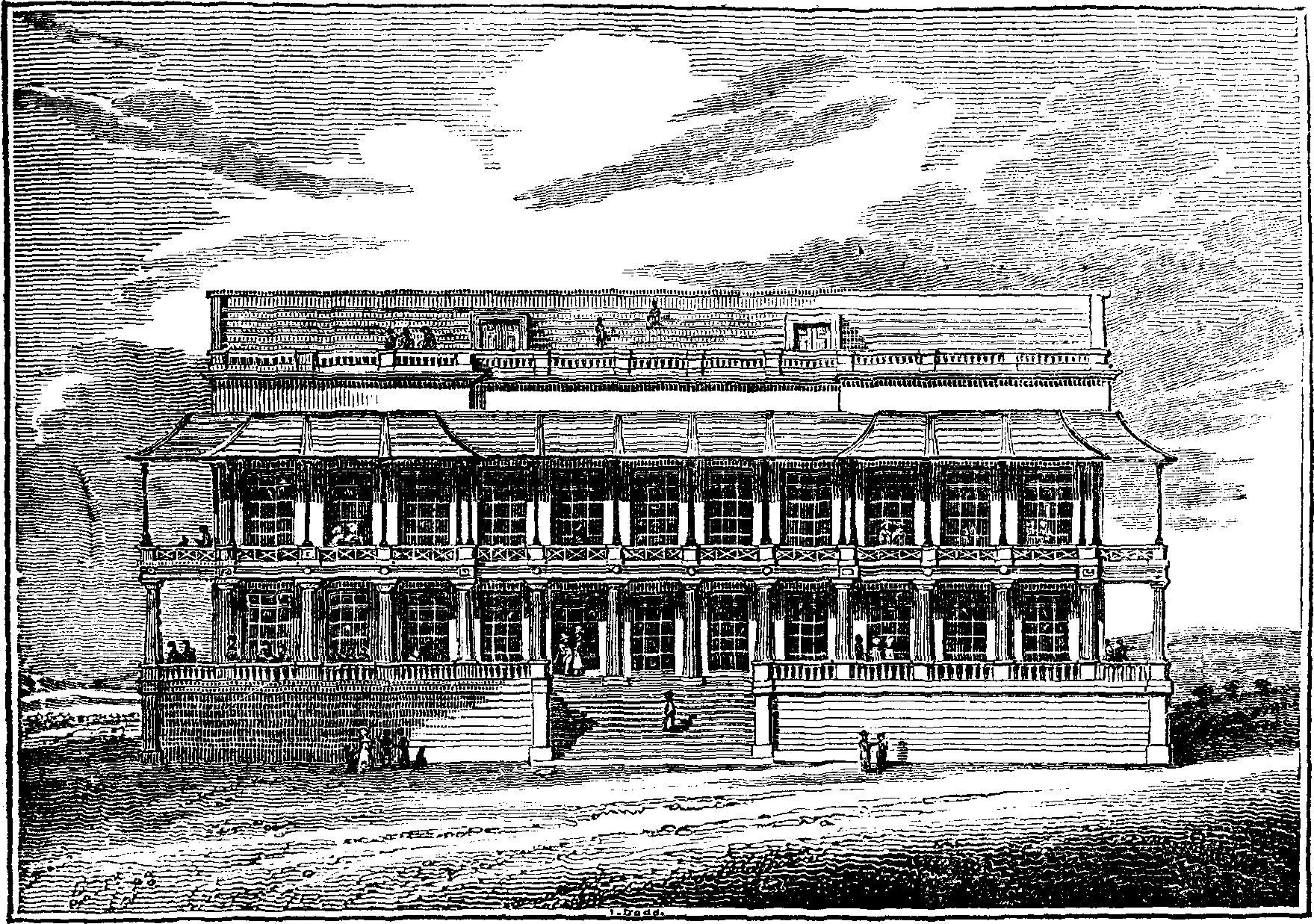
De nieuwe tribune van de Epsom Downs Racecourse in 1829

Na een korte opleiding op een kostschool in de wijk Islington werd Isabella in 1851 samen met haar stiefzus Jane Dorling naar een school in het Duitse Heidelberg gestuurd. Isabella werd een begenadigd pianospeler en blonk uit in Frans en Duits; ze leerde ook hoe ze gebak moest maken. In de zomer van 1854 was ze weer terug in Epsom en ging ze in de leer bij een plaatselijke bakker om zich verder te bekwamen in banketbakken.

### Huwelijk en carrière, 1854-1861
Rond 1854 kreeg Isabella een relatie met Samuel Orchart Beeton. Zijn familie woonde in dezelfde periode in de Milk Street als de Maysons en zijn vader runde daar nog steeds een pub, de Dolphin Tavern. Samuels zussen hadden bovendien op dezelfde school in Heidelberg gezeten als Isabella. In 1852 gaf Samuel als eerste in Groot-Brittannië De hut van Oom Tom van de Amerikaanse schrijfster Harriet Beecher Stowe uit. Ook had hij twee vernieuwende en baanbrekende tijdschriften op de markt gebracht: The Englishwoman's Domestic Magazine in 1852 en de Boys' Own in 1855. Het stel begon elkaar in 1855 met grote regelmaat te schrijven en Isabella ondertekende al haar brieven met 'Fatty'. In juni 1855 kondigden ze hun verloving aan. Het huwelijk werd een jaar later in juli voltrokken in de St Martin's Church in Espom en werd aangekondigd in de krant The Times. Samuel 'was een discreet, maar overtuigd voorstander van gelijkheid voor vrouwen' en Isabella en hij waren in hun relatie zowel op persoonlijk als professioneel vlak gelijkwaardige partners. Het paar maakte een huwelijksreis van drie weken naar Parijs, waarna ze, samen met Samuels moeder, een bezoek brachten aan Heidelberg. In augustus keerden de jonggehuwden terug naar Engeland en betrokken een groot huis in Italiaanse stijl in Chandos Villas 2 in het dorpje Pinner.

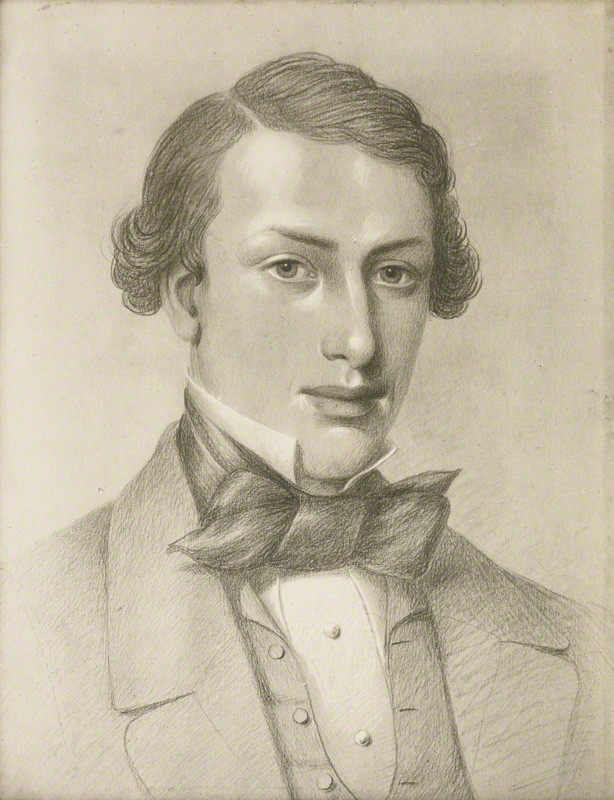
Samuel Orchart Beeton in 1860

Een maand na hun huwelijksreis was Isabella in verwachting. Een paar weken voordat zij zou bevallen haalde Samuel zijn vrouw over om voor The Englishwoman's Domestic Magazine te schrijven. Volgens de culinaire schrijvers Mary Aylett en Olive Ordish was het doel van dit tijdschrift dat 'vrouwen tevreden zouden zijn met hun lot binnenshuis en niet om hen te interesseren voor de wereld daarbuiten'. Het tijdschrift was betaalbaar, gericht op jonge vrouwen uit de middenklasse en een commercieel succes: in 1856 werden er 50.000 exemplaren per maand verkocht. Isabella begon met het vertalen van Franse fictie die in losse verhalen of als feuilletons gepubliceerd werd. Niet lang daarna nam ze de huishoudrubriek voor haar rekening en ook de culinaire column, die in de voorafgaande zes maanden op sterven na dood was nadat de vorige columnist was vertrokken. Eind mei 1857 werd het eerste kind van de Beetons geboren, een zoontje genaamd Samuel Orchart, maar het overleed eind augustus van datzelfde jaar. Op de overlijdensakte werd als doodsoorzaak diarree en cholera opgegeven. Biografe Kathryn Hughes gelooft echter dat Samuel senior vóór zijn huwelijk zonder het zelf te weten tijdens een bezoek aan een prostituee syfilis had opgelopen en dat hij zijn vrouw onbewust met deze ziekte had besmet en daardoor ook zijn zoon.
Terwijl ze het verlies van haar zoon probeerde te verwerken, bleef Isabella voor The Englishwoman's Domestic Magazine werken. Ze was zelf niet opgeleid tot kok, maar Samuel en zij kwamen op andere manieren aan recepten. Na een oproep aan de lezeressen om hun eigen recepten in te sturen, kwamen er meer dan 2000 binnen. De Beetons maakten hieruit een selectie en bewerkten de recepten. Er werd ook gekopieerd uit reeds gepubliceerd werk, grotendeels zonder bronvermelding. Er werd onder andere geplagieerd uit Eliza Actons Modern Cookery for Private Families, Elizabeth Raffalds The Experienced English Housekeeper, Marie-Antoine Carêmes Le Pâtissier royal parisien, Louis Eustache Udes The French Cook, Alexis Soyers The Modern Housewife or Ménagère en The Pantropheon, Hannah Glasses The Art of Cookery Made Plain and Easy, Maria Rundells A New System of Domestic Cookery, en het werk van Charles Elmé Francatelli. Suzanne Daly en Ross G. Forman stellen in hun artikel over victoriaanse kookcultuur dat het plagiaat van het tijdschrift 'een belangrijke gids van de middenklasse-samenleving halverwege het victoriaanse tijdperk' maakt. Het feit dat de tekst bij de eigen lezers vandaan kwam, garandeert dat het een afspiegeling is van wat er daadwerkelijk werd gekookt en gegeten in die tijd. Beeton kopieerde andermans recepten op aanraden van Henrietta English, een vriendin van de familie, die haar het volgende schreef: "Koken is een vak dat men alleen onder de knie kan krijgen door veel ervaring en jarenlange studie en die heb jij natuurlijk niet. Mijn advies is daarom om een boek samen te stellen op basis van recepten uit een selectie van de beste boeken die over koken geschreven zijn en God weet dat je ruim keus hebt."
De Beetons volgenden deels de opmaak van Eliza Actons recepten, maar brachten een belangrijke verandering aan: waar Acton eerst de bereidingswijze gaf en daarna de lijst van de benodigde ingrediënten, werden in The Englishwoman's Domestic Magazine eerst de bestanddelen vermeld. De Beetons gebruikten een standaardopmaak voor de recepten waarin ook de geschatte kosten per portie werden vermeld, de seizoensgebondenheid van de ingrediënten en het aantal porties per gerecht. Volgens de 20ste-eeuwse Britse kookboekenschrijfster Elizabeth David was een van de kwaliteiten van Beetons manier van schrijven de 'helderheid en gedetailleerdheid van haar algemene instructies, haar kordate toelichtingen, haar nuchtere terloopse opmerkingen'. Volgens historicus Margaret Beetham is de 'consistente basisindeling die ervoor zorgt dat de heterogene inhoud er uniform en geordend uitziet' een van de sterke punten van het boek en zorgde deze voor een eenduidige stijl qua presentatie en opmaak. Terwijl Suzanne Daly en Ross G. Forman een dergelijke aanpak 'puur om de vorm' vinden gaan, ziet Kathryn Hughes het als iets 'waar de victorianen halverwege de negentiende eeuw het meest gek op waren: een systeem'.
Tijdens de uitzonderlijk strenge winter van 1858-1859 maakte Isabella haar eigen soep, 'Soep voor liefdadige doeleinden', die ze uitdeelde aan de armen in haar woonplaats Pinner. Haar zus herinnerde zich later dat Isabella 'druk was met het maken van [de] soep voor de armen, en dat de kinderen regelmatig langskwamen om hun tinnen bakjes bij te laten vullen'. Het recept voor de soep zou het enige recept in haar Book of Household Management zijn dat van haar zelf was. Na een aantal miskramen werd na twee jaar in juni 1859 een tweede zoon geboren, die ook Samuel Orchart werd genoemd. Volgens Hughes zijn de miskramen aanvullend bewijs voor haar theorie dat Isabella's man syfilis had.
Volgens Hughes speelden de Beetons in 1857 al met het idee om de columns uit het tijdschrift te gebruiken als basis voor een boek met verzamelde recepten en huishoudelijke adviezen. In november 1859 begonnen ze met een serie van 48 pagina's tellende maandelijkse bijlagen bij The Englishwoman's Domestic Magazine. De plaat voor de drukpers was vooraf ingesteld voor de complete serie bijlagen en daardoor lag de lengte voor iedere aflevering vast op 48 pagina's, ongeacht de hoeveelheid tekst. In sommige nummers wordt de tekst midden in een zin of recept onder aan de laatste bladzijde afgebroken en begint het volgende nummer met de rest van de tekst.
De Beetons besloten dat The Englishwoman's Domestic Magazine toe was aan een make-over, met name de moderubriek, die historicus Graham Nown omschrijft als 'een nogal saai en kleurloos geheel'. In maart 1860 reisden ze daarom naar Parijs voor een ontmoeting met Adolphe Goubaud, de uitgever van het tijdschrift Le Moniteur de la Mode. Bij dit Franse tijdschrift zat een patroon voor een jurk dat op ware grootte op een uitvouwbaar vel papier was getekend en dat de lezeressen konden uitknippen en gebruiken om zelf een jurk te maken. De Beetons kwamen met Goubaud overeen dat de Fransman de patronen en illustraties voor hun maandblad zou leveren. Het eerste nummer met de nieuwe moderubriek verscheen op 1 mei, zes weken na hun bezoek aan Parijs. Samuel was niet alleen verantwoordelijk voor de redactie van het nieuw vormgegeven tijdschrift, ook Isabella bekleedde voortaan de functie van redactrice. Behalve co-redacteurs waren ze ook gelijkwaardige partners binnen het bedrijf. Isabella was efficiënt en had een scherp zakelijk inzicht, waar Samuels manier van zakendoen doorgaans ongeorganiseerd en geldverkwistend was. Ze ging bij haar man in de uitgeverij werken en reisde iedere dag met de trein naar kantoor, wat voor ophef zorgde onder haar, voornamelijk mannelijke, medeforensen. In juni 1860 ging het echtpaar twee weken op vakantie in het Ierse stadje Killarney. Hun zoontje bleef thuis achter met zijn kindermeisje. Ze bezochten de bezienswaardigheden in de omgeving, maar bleven op regenachtige dagen in hun hotel om aan de volgende editie van hun tijdschrift te werken. Isabella was onder de indruk van het eten dat ze voorgeschoteld kregen en schreef in haar dagboek dat de diners 'geheel in Franse stijl waren'.
In september 1861 brachten de Beetons een nieuw weekblad op de markt onder de titel The Queen, the Ladies' Newspaper. Aangezien zij zelf druk waren met hun andere bladen namen ze Frederick Greenwood in dienst als hoofdredacteur van het nieuwe tijdschrift.

### Mrs Beeton's Book of Household Managementen de jaren daarna, 1861-1865
Ik moet eerlijk toegeven dat als ik van tevoren had geweten dat dit boek zoveel werk zou zijn, ik er nooit aan had durven beginnen.— Isabella Beeton, voorwoord bij het Book of Household Management
De volledige versie van Mrs Beeton's Book of Household Management, dat bestond uit de 24 maandelijkse bijlagen, kwam uit op 1 oktober 1861. Het werd een van de belangrijkste gebeurtenissen op uitgeversgebied in de negentiende eeuw. Isabella nam een uitgebreid 26 pagina's lang register in het boek op, de 'Analytical Index'. Dat was op zich niets nieuws want het tijdschrift The Family Friend maakte al sinds 1855 gebruik van een register, maar volgens Hughes was het register van Beetons boek 'ongelofelijk gedetailleerd en voorzien van ontzettend veel verwijzingen'. Meer dan 900 van de 1112 pagina's waren gevuld met recepten. Op de overige bladzijden werd advies gegeven over mode, de zorg voor kinderen, het houden van dieren, gifstoffen, de omgang met het personeel, wetenschap, religie, EHBO en het belang van het gebruik van lokale en seizoensgebonden producten. In het eerste jaar werden er 60.000 exemplaren van het boek verkocht. Het was een afspiegeling van victoriaanse waarden, met name van hard werken, zuinigheid en reinheid. In zijn wetenschappelijke artikel over de Britse middenklasse komt Christopher Clausen tot de conclusie dat Beeton "beter dan wie ook, en voor een groter publiek, de optimistische boodschap overbracht dat het victoriaanse Engeland halverwege de negentiende eeuw vol kansen zat voor diegenen die bereid waren te leren hoe ze deze kansen konden benutten". Culinair schrijver Annette Hope denkt dat "het succes te verklaren valt. Als … jonge dames niets van huishoudelijke zaken af wisten, dan had er geen beter boek voor hen bedacht kunnen worden dan dit".
De recensies van het Book of Household Management waren lovend. De recensent voor de London Evening Standard vond dat Beeton een begrip was geworden en schreef dat ze 'erin geslaagd was een meesterwerk te schrijven dat nog vele jaren in ieder Engels huishouden een prominente plek zou innemen'. De recensent voor de Saturday Review schreef dat 'wij voor een echt waardevolle verzameling tips over allerlei huishoudelijke zaken zonder twijfel Mrs Beeton aanbevelen'. De anonieme recensent voor de Bradford Observer was van mening dat 'de verstrekte informatie ... begrijpelijk en duidelijk lijkt'. Diezelfde recensent prees ook de opmaak van de recepten en noemde met name details die met ingrediënten, seizoensgebondenheid en bereidingstijd te maken hadden. In een anonieme recensie in The Morning Chronicle was te lezen dat "Mrs Beeton niets heeft weggelaten wat het werk van huisvrouwen makkelijker maakt of wat de vele kleine zorgen die het lot zijn van iedere getrouwde vrouw en moeder verlicht. Ze kan er gerust van uitgaan dat dit boek in de toekomst de voorkeur zal krijgen boven ieder ander boek over hetzelfde onderwerp." De uitgave uit 1906 werd door The Illustrated London News gezien als 'een indrukwekkende verzameling van de huishoudelijke leer' en de recensent vond dat 'het boek bijna van de eerste orde is'.
Samuels zakelijke keuzes vanaf 1861 waren weinig succesvol. Zo had hij onder andere een onverstandige investering gedaan voor de aanschaf van papier – waarmee hij 1000 pond verloor – en liep er een rechtszaak wegens onbetaalde rekeningen. Door zijn roekeloze manier van zakendoen kwamen de Beetons in financiële problemen en begin 1862 waren ze van hun comfortabele huis in Pinner verhuisd naar het pand boven hun kantoor. De luchtkwaliteit in hartje Londen was niet bevorderlijk voor de gezondheid van hun zoontje en hij begon te sukkelen. Drie dagen na Kerst verslechterde zijn toestand en op oudejaarsdag 1862 overleed hij op driejarige leeftijd. Op de overlijdensakte werden als doodsoorzaak 'niet-gediagnosticeerde roodvonk' en 'laryngitis' gegeven. In maart 1863 kwam Isabella erachter dat ze weer in verwachting was en in april verhuisde het paar naar een huis in het plaatsje Greenhithe in Kent. Hun zoon, die de naam Orchart kreeg, werd op oudejaarsdag 1863 geboren. Hoewel ze financieel een zware tijd achter de rug hadden, brachten de Beetons 1863 in relatieve welvaart door omdat ze eerder dat jaar hun blad The Queen aan Edward Cox hadden verkocht.
Halverwege 1864 brachten de Beetons voor de derde keer een bezoek aan Parijs en de Goubauds en, net als het jaar daarvoor, was Isabella weer in verwachting. Toen ze weer terug was in Groot-Brittannië begon ze aan een ingekorte versie van het Book of Household Management, dat The Dictionary of Every-Day Cookery moest gaan heten. Ze was de proefdrukken voor het nieuwe boek aan het corrigeren toen, op 29 januari 1865, de weeën begonnen. De baby, Mayson Moss, werd diezelfde dag geboren. De volgende dag ontwikkelde Isabella koorts en op 6 februari overleed ze op 28-jarige leeftijd aan kraamvrouwenkoorts.
Isabella Beeton werd op 11 februari begraven op de begraafplaats van West Norwood in Zuid-Londen. Toen datzelfde jaar The Dictionary of Every-Day Cookery werd uitgegeven, voegde Samuel achter in het boek een eerbetoon toe ter nagedachtenis aan zijn vrouw:
Haar werk spreekt voor zich; en hoewel ze in de kracht van haar leven en als jonge vrouw uit dit leven is weggerukt, was ze uitermate tevreden – zo tevreden als een ieder maar kan zijn die met goede bedoelingen en een warm hart zijn best doet – in de wetenschap dat men haar met respect en dankbaarheid bejegende.— – Samuel Beeton, The Dictionary of Every-Day Cookery

## Nalatenschap
In mei 1866, na een aantal zware financiële tegenslagen, verkocht Samuel de rechten voor het Book of Household Management aan uitgeverij Ward, Lock and Tyler (die later verderging onder de naam Ward Lock & Co.). In haar biografie over Isabella schrijft Nancy Spain dat gezien het geld dat de uitgeverij aan het boek van de Beetons verdiende 'er niemand ooit een slechtere of meer onbezonnen deal had gesloten' dan Samuel. In latere uitgaven liet Ward Lock persoonlijke gegevens over de Beetons weg, met name over de dood van Isabella. Ze wilden hun investering beschermen door de lezers te laten denken dat ze nog steeds in leven was en recepten schreef, iets wat volgens Hughes gezien moet worden als 'opzettelijke censuur'. In die latere edities bleef men de link leggen met Isabella in een volgens Beetham 'nogal meedogenloos marketingbeleid dat door Beeton Publishing was begonnen, maar waarmee Ward, Lock and Tyler onverminderd doorging'. Deze latere publicaties droegen Beetons naam, maar leken steeds minder op het origineel. Sinds zijn eerste publicatie in 1861 is het Book of Household Management verschenen in talloze hardcover- en paperbackuitgaven, vertaald in meerdere talen en nooit uit druk geweest.
In de loop van de twintigste eeuw is er de nodige kritiek uitgeoefend op Beeton en haar boek. Elizabeth David beklaagde zich over recepten die 'soms slordig en misleidend' waren, maar gaf tevens toe dat er in de Larousse Gastronomique van Prosper Montagné ook fouten zaten. Tv-kok Delia Smith geeft toe dat ze niet snapt 'hoe Mrs. Beetons boek in godsnaam veel beter werk [dat van Acton] zo kon overschaduwen'. En haar collega Clarissa Dickson Wright vond dat 'het oneerlijk zou zijn om één persoon of één boek de schuld te geven van de teloorgang van de Engelse keuken, maar dat Isabella Beeton en haar alomtegenwoordige boek heel wat op hun geweten hebben'. Culinair journalist Bee Wilson is daarentegen van mening dat het alleen maar een populair standpunt was om Beetons boek af te kraken en dat haar werk je 'gewoon aanzet tot koken'. Journalist en culinair recensent Christopher Driver suggereert dat de 'relatieve stagnatie en het gebrek aan verfijning in de Britse nationale keuken tussen 1880 en 1930' misschien juist wel verklaard kan worden door de 'voortdurende degeneratie door opeenvolgende uitgevers en revisies'. David merkt op dat 'als simpele Engelse koks' actief waren in de keuken 'ze simpele Engelse recepten volgden en dan vooral die recepten uit de boeken van Mrs Beeton of de spin-offs daarvan'. Dickson Wright vindt Beeton een 'fascinerende bron van informatie' vanuit een sociaalhistorisch oogpunt. Aylette en Ordish vinden het werk 'de beste en meest betrouwbare gids voor de academicus die onderzoek doet naar de geschiedenis van het huishouden halverwege het victoriaanse tijdperk'.
Clausen merkt op dat, ondanks alle kritiek, "Mrs Beeton al meer dan honderd jaar het Engelse standaardkookboek is, waarvan regelmatig meer exemplaren zijn verkocht dan van welk ander boek dan ook, de Bijbel uitgezonderd". Volgens de Oxford English Dictionary werd de naam 'Mrs Beeton' al in 1891 gebruikt als een algemene term voor 'een autoriteit op het gebied van koken en huishouden' en Beetham is de mening toegedaan dat 'Mrs Beeton een handelsmerk, een merknaam' werd. In een artikel van Gavin Koh dat in 2009 in het medisch vakblad The BMJ gepubliceerd werd, wordt Mrs Beeton's Book of Household Management aangeduid als een medische klassieker. In Beetons 'streven om de gemiddelde lezer te informeren over veel voorkomende medische klachten en hun behandeling was zij', volgens Koh, 'een voorganger van de huidige gezondheidsboeken voor het gezin'. Robin Wensley, hoogleraar Strategisch Management, vindt dat Beetons huishoudkundige adviezen en instructies ook toegepast kunnen worden op bedrijfsmanagement en dat haar informatie op dat gebied de tand des tijds beter heeft doorstaan dan sommige van haar adviezen over koken en etiquette.
Na het radioblijspel Meet Mrs Beeton uit 1934, waarin Samuel er niet zo goed van afkwam, en de documentaire Mrs Beeton uit 1937, begon Mayson Beeton samen met H. Montgomery Hyde aan een biografie over zijn ouders. Het zou echter tot 1951 duren voordat het boek af was en werd uitgegeven. In de tussentijd verscheen in 1948 Mrs Beeton and her Husband van Nancy Spain, dat in 1956 in een herziene versie en onder de titel The Beeton Story werd uitgebracht. In deze nieuwe uitgave zinspeelde Spain op de mogelijkheid dat Samuel syfilis had opgelopen, maar ging hier verder niet op in. Er zouden nog meer biografieën volgen, waarvan Isabella and Sam in 1977 van historicus Sarah Freeman er één was. Op de 150ste verjaardag van Beetons geboortedag verscheen Graham Nowns boek Mrs Beeton: 150 Years of Cookery and Household Management en in 2006 kwam The Short Life and Long Times of Mrs Beeton van Hughes uit. Beeton moest erg lang wachten op een vermelding in de Dictionary of National Biography: terwijl Eliza Acton al in de eerste jaargang van 1885 werd opgenomen, werd Beeton pas in 1993 vermeld.
Er zijn meerdere tv-programma's over Isabella Beeton uitgezonden. In 1970 portretteerde actrice Margaret Tyzak haar in een solo-optreden geschreven door Rosemary Hill. In 2006 werd Beeton gespeeld door Anna Madely in een docudrama en in datzelfde jaar presenteerde Sophie Dahl de documentaire The Marvellous Mrs Beeton.
Literair historicus Kate Thomas omschrijft Beeton als 'een invloedrijk persoon in de vorming van het huishouden van de victoriaanse middenklasse'. In een reclameboodschap voor een beknopte uitgave van het Book of Household Management noemt uitgeverij Oxford University Press het boek een 'grondleggend werk' en 'van grote invloed op de vorming' van de identiteit van de middenklasse in het victoriaanse tijdperk. Wat betreft die identiteit vindt historicus Sarah Richardon het een van Beetons verdiensten dat ze de verschillende onderdelen van huishoudkunde in één boek wist te verenigen, waardoor 'de rol van de huisvrouwen in de middenklasse op een hoger niveau werd getild … en in een bredere en publiekere context werd geplaatst'. Graham Nown citeert een niet bij naam genoemde academicus die dacht dat 'het Mrs Beetonism (de leer van Mrs Beeton) de redding was van het gezin als sociale eenheid en maatschappelijke hervormingen mogelijk maakte'. En in haar geschiedenis van de Britse keuken noemt Nicola Humble het Book of Household Management een 'drijvende kracht achter maatschappelijke verandering' wat leidde tot 'een nieuwe fascinatie voor huishoudelijke aangelegenheden die een belangrijke rol zou spelen in het leven halverwege het victoriaanse tijdperk'. Volgens Nown is Isabella Beeton:
... een unieke en opmerkelijke vrouw die tijdens haar leven werd bewonderd en later werd vergeten en genegeerd toen trots zijn dat je een luchtige cake kon bakken niet langer als een vereiste voor vrouwelijkheid werd gezien. Op de haar eigen levendige en vooruitstrevende manier heeft zij echter veel vrouwen geholpen om de huwelijkse eenzaamheid het hoofd te bieden en kende ze het gezin het belang toe dat het verdiende. Voor haar tijd was ze een moedig, vastberaden en onvermoeibaar boegbeeld voor alle vrouwen.